# Biafo

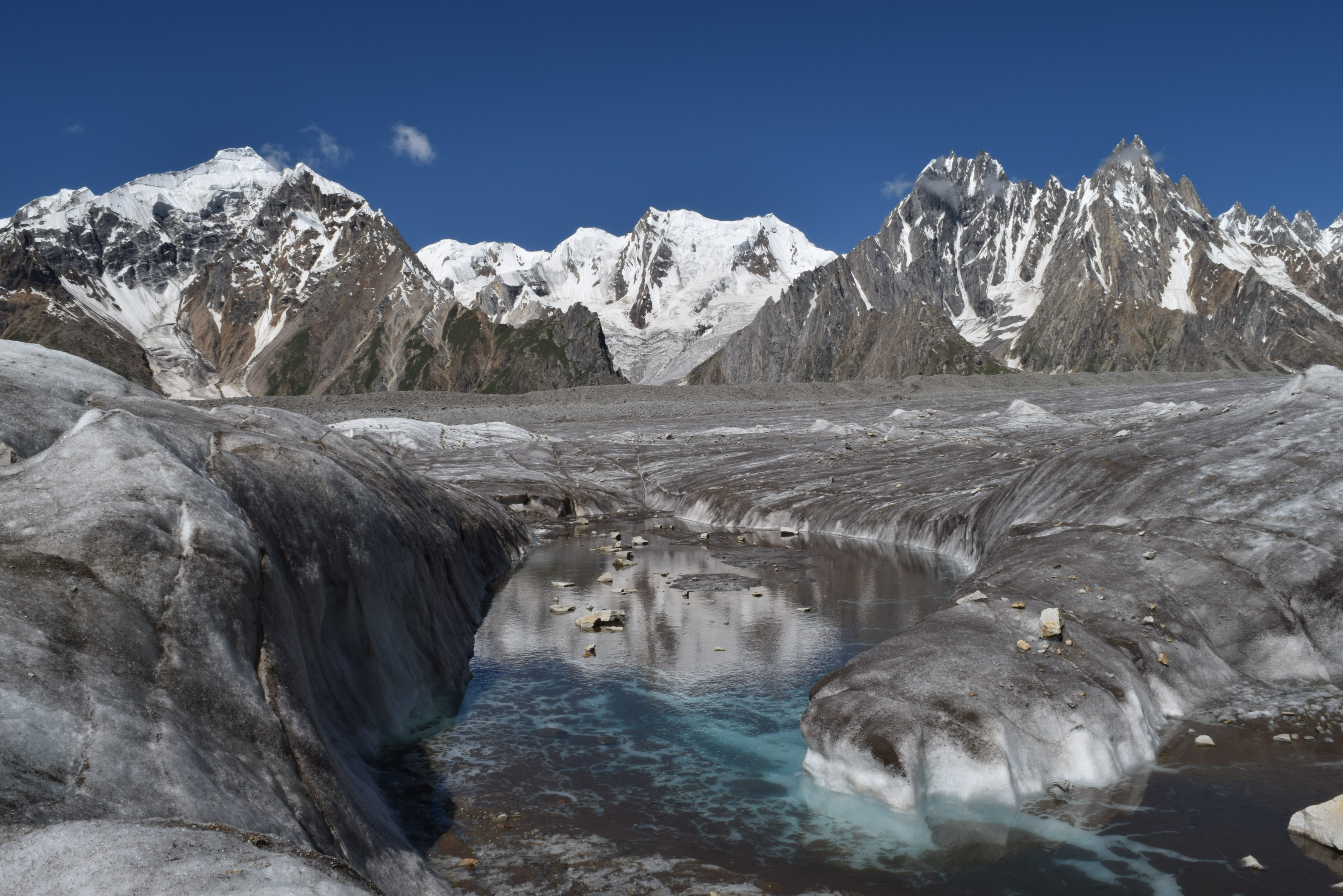
Lodowiec Biafo

Biafo – lodowiec górski w górach Karakorum, w północnej części Pakistanu.
Dane liczbowe:
- powierzchnia: 383 km²[1]
- długość: 65km[1]
- pole firnowe na wysokości: 5000 m[1]